# Operação das Nações Unidas na Somália II

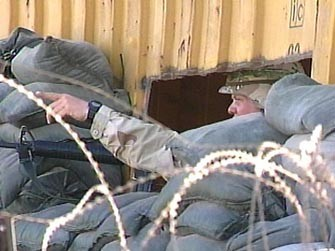
Um soldado americano em Mogadíscio (janeiro 1994).

A Operação das Nações Unidas na Somália II (UNOSOM II) foi a segunda fase da intervenção das Nações Unidas na Somália, de março de 1993 até março de 1995.
A UNOSOM II foi implementada após a Resolução 814, de 26 de Março de 1993, para prevenir o reacender da violência, controlar as ações de desarmamento, proceder à desminagem, efetuar recolocação de refugiados e proteger pessoal e material da ONU e das ONGs, também com autorização para usar a força, se necessário, de acordo com o referido Capítulo VII.
A UNOSOM II foi criada em março de 1993 para tomar as medidas adequadas, incluindo medidas de execução, em todo o país para estabelecer um ambiente seguro para a assistência humanitária. Para isso, a UNOSOM II foi criada para concluir, por meio do desarmamento e da reconciliação, a tarefa realizada pela Força Tarefa Unificada para a restauração da paz, estabilidade, lei e ordem. 
Foi a primeira operação de paz das Nações Unidas na qual teve sob seu comando 5.000 soldados dos Estados Unidos, dentre o total de 28.000 soldados vindos de tropas de outras 24 nações da ONU, incluindo o Paquistão (sancionada pelas Nações Unidas).
A Unified Task Force (UNITAF), que por sua vez foi retomada da missão ineficaz anterior, a Operação das Nações Unidas na Somália I (UNOSOM I). Todas essas três intervenções foram destinadas a criar um ambiente seguro o suficiente para as operações de ajuda humanitária a ser realizado em um país atingido cada vez mais pela guerra civil e pela fome.
A intervenção da UNOSOM II é bem conhecida pelas perdas sofridas pelas tropas paquistanesas, que sofreram 24 mortos e 57 feridos durante uma emboscada em Mogadíscio em junho de 1993 e subsequentes incursões militares americanas para capturar o esquivo senhor da guerra Mohamed Farrah Aidid. Os acontecimentos da UNOSOM II alcançaram seu auge nos dias 3 e 4 de outubro de 1993, quando forças especiais do Exército dos Estados Unidos, como parte da Operação Serpente Gótica, desencadearam uma incursão militar em Mogadíscio para capturar apoiadores de Aidid. Presos nas estreitas ruas e ruelas da capital somali, os Rangers do Exército Americano e operadores da Força Delta combateram em uma batalha contra milícia SNA e a população armada após a queda de dois helicópteros americanos, enquanto uma coluna de socorro da ONU tentava reforçar as posições americanas. Quando a batalha terminou, 18 americanos estavam mortos, 77 feridos e 1 havia sido capturado. Esse acontecimento foi dramatizado no filme Black Hawk Down de Ridley Scott. A população celebrou profanando o corpo de um americano morto, arrastando-o pelas ruas diante das câmeras. Esse choque causado aos americanos decidiu a rápida retirada de suas tropas do país; em março de 1994, grande parte das Forças americanas já haviam deixado a Somália. A ONU retirou-se em 1995.

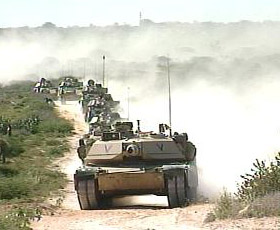
Uma coluna blindada de tanques M1A1 Abrams e IFVs M2 Bradley se move por uma estrada de terra nos arredores da cidade de Mogadíscio, na Somália. (janeiro de 1994).

Quando de sua conclusão, esta operação custara à ONU US$ 2 bilhões, além de US$ 1,2 bilhão gastos pelos Estados Unidos, resultando em enorme fracasso, pois deixou um caos maior do que antes existira na Somália.
Depois disso, os Estados Unidos evitaram a Somália e se recusaram a participar de qualquer operação de intervenção ou manutenção da paz no continente africano, inclusive durante o genocídio de Ruanda, em 1994.